# ジュゼッペ・グランディ

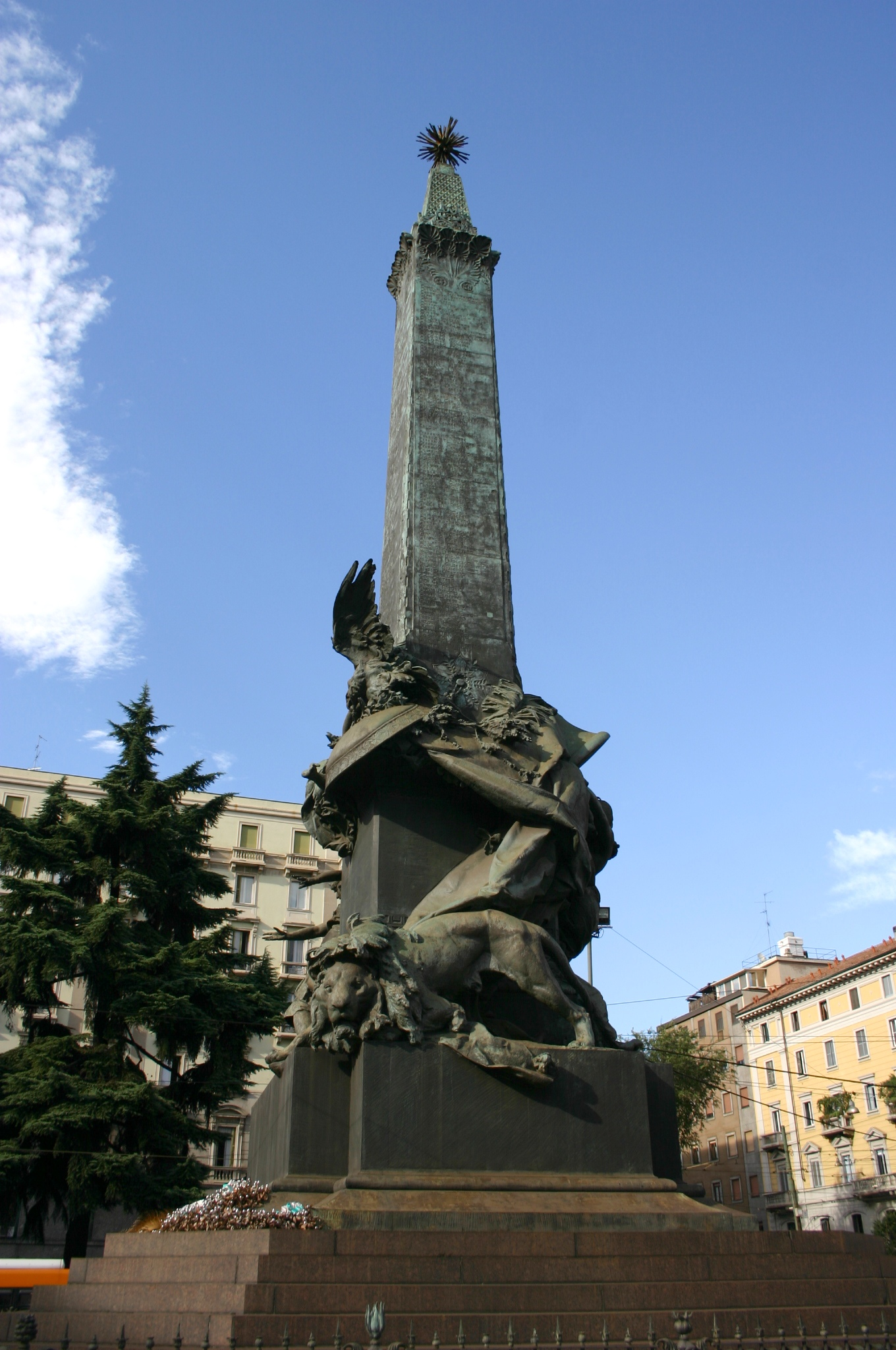
「ミラノの5日間」の記念碑、ミラノのチンクエ・ジョルナーテ広場

ジュゼッペ・グランディ（Giuseppe Grandi、1843年10月17日 - 1894年11月30日）はイタリアの彫刻家である。ミラノのチンクエ・ジョルナーテ広場(Piazza Cinque Giornat)のモニュメントなどで知られる。

## 略歴
ロンバルディア州ヴァレーゼ県のヴァルガンナで生まれた。トリノの美術学校(Accademia Albertina)でヴィンチェンツォ・ヴェラ(Vincenzo Vela: 1820-1891) に学んだ。1866年のコンクールで賞を得た。トリノの彫刻家、オドアルド・タバッキ(Odoardo Tabacchi: 1831-1905)の工房で働いた後、ミラノに移った。
ミラノでは、ミラノを中心にして起こった音楽・文芸・絵画・彫刻など総合的な芸術運動、「スカピリアトゥーラ（Scapigliatura）」のメンバーとして活動し、印象派のスタイルの画家のトランクイッロ・クレモナやダニエーレ・ランツォーニらと友人になり、彼らの絵画のスタイルの影響から、滑らかな仕上げの新古典主義の彫刻のスタイルを離れ、独自のスタイルを開いた。
1871年に学者のチェーザレ・ベッカリーアの彫像を制作し、1873年に「il paggio di lara」を制作した。1848年に起きたオーストリア支配に対するミラノでの反乱、「ミラノの5日間」(Cinque Giornate di Milano)の記念碑のデザインの公募に1881年に参加し、採用された。その後の13年間は記念碑を構成する彫刻を作り続けた、作品は完成したが、1895年の落成式を迎える少し前に没した。

## 作品

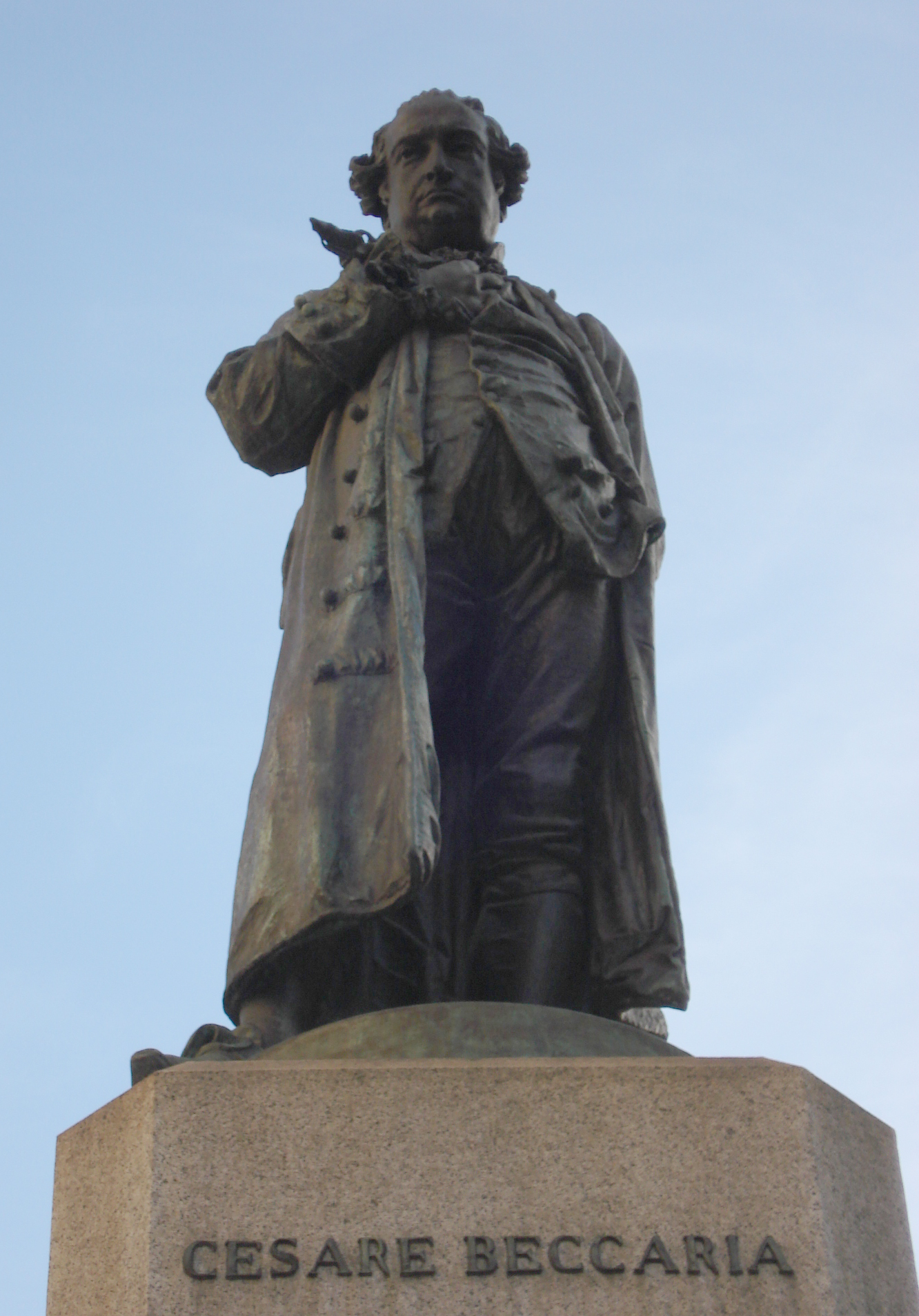
チェーザレ・ベッカリーアの彫像
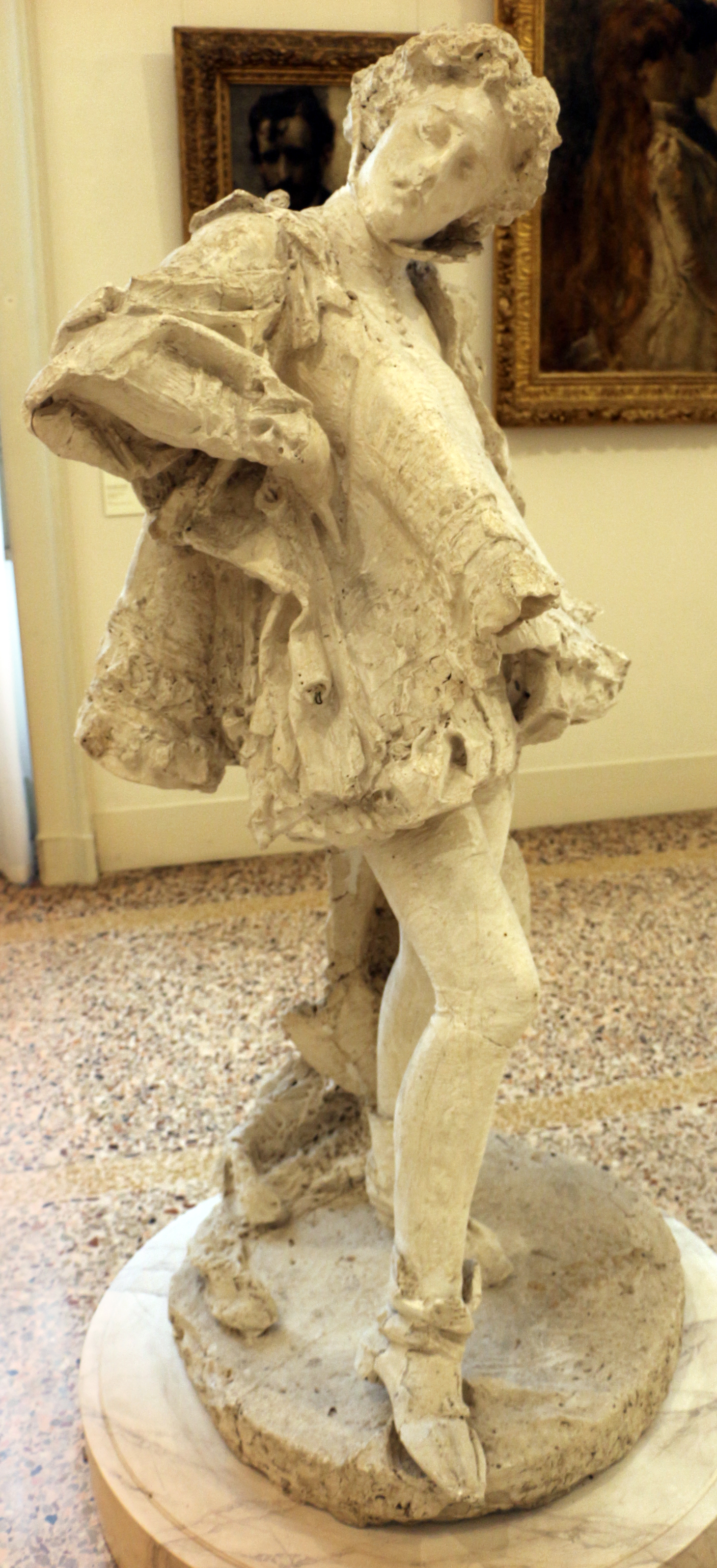
「il paggio di lara」
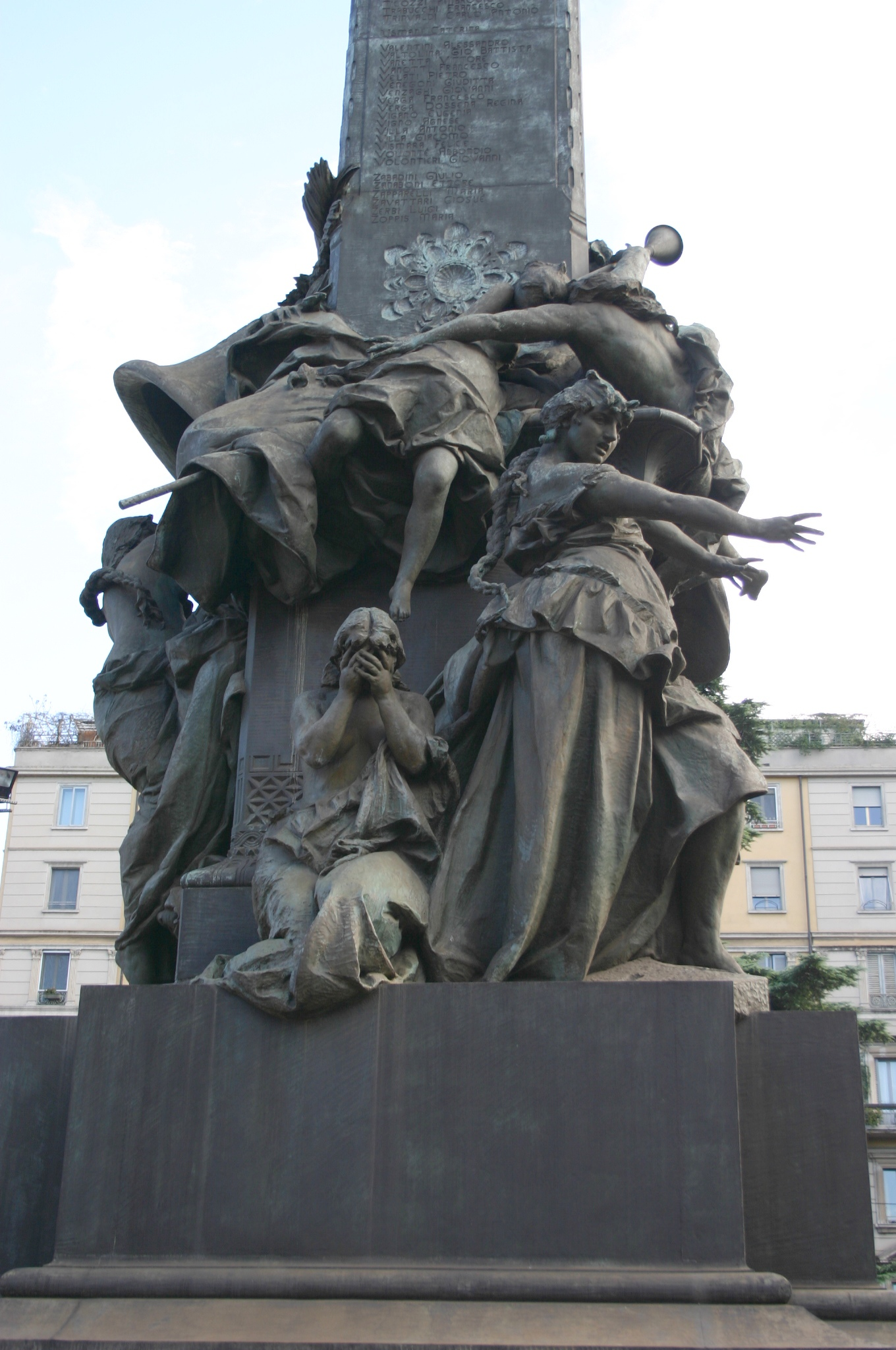
ミラノの5日間の記念碑の細部